# Deriva mecânica
Deriva mecânica é o desvio gradual de um conjunto de ajustes de uma máquina, dispositivo ou equipamento ou de seus componentes mecânicos, tal como suas dimensões, como seu comprimento e espessura, sua direção em relação à posição original, ou sua curvatura. Ainda devem se considerar as deformações locais, mas que causam mudanças das dimensões em relação ao projeto e ajustes, prejudicando a precisão das operações realizadas e a produção de erros, prejudicando a qualidade ou a execução de determinadas tarefas.
A deriva mecânica não é apenas um conceito de medidas e posições fixas no espaço, mas também relaciona-se aos movimentos dos componetes, como translações e rotações, sob determinadas velocidades lineares e angulares. Pela inércia, um componente, quando submetido a determinadas acelerações, pode apresentar flexão ou torções, que representa também deformação, ainda que por tempos limitados.
A deriva mecânica é uma variável importante a ser controlada nos equipamentos de alta precisão, como instrumentos laboratoriais de grande amplicação e que lidam com objetos e processos em escala de mícrons ou nanômetros como scanners indutivos, onde causam o desvio da posição estacionária do feixe de varredura.
Em microscópios eletrônico de transmissão, onde a requisição de deriva mecânica pode ser tão baixa quanto pouca quanto uma velocidade de nm/minuto seus dispositivos são capazes de movimentações de vários μm/minuto, com exatidão do reposicionamento da ordem de nanômetros.
Em microscopia de fundo escuro, como em aplicações de estudo de atividade enzimática, é um fenômeno que causa flutuações diminuindo a precisão das medições, que implicam escala de medidas de 10 nm.